# Britische Unterhauswahl 1895
- Liberals: 177
- IP: 70
- Sonst.: 12
- Cons.: 411

Die britische Unterhauswahl 1895 fand vom 13. Juli bis 7. August 1895 statt, um die Abgeordneten für das Unterhaus (House of Commons) neu zu bestimmen. Das Ergebnis war ein Sieg der Konservativen.

## Hintergrund
Nach dem Rücktritt von William Ewart Gladstone im Jahr 1894 wurde, auf expliziten Wunsch von Königin Victoria, der liberale Minister Lord Rosebery dessen Nachfolger als Premierminister. Wie bereits Gladstone bildete Rosebery eine Minderheitsregierung und war auf die Unterstützung der Irish Parliamentary Party angewiesen. Im Zuge einer Debatte um die Versorgung der Armee mit Kordit stellte die Opposition den Antrag, das Gehalt von Kriegsminister Henry Campbell-Bannerman um 100 Pfund zu kürzen. Der Antrag wurde mit 132 zu 125 Stimmen angenommen und von Lord Rosebery als Misstrauensvotum gegen seine Regierung aufgefasst, so dass er am 22. Juni 1895 zurücktrat.

## Wahlsystem und Parteien
Gewählt wurde nach dem Mehrheitswahl-System, eine Sperrklausel gab es nicht. Insgesamt traten 1.180 Kandidaten an, davon waren 189 ohne Gegenkandidat. Die meisten davon, 132, traten für die Konservativen und die Liberal Unionists an, 42 für die Irish Parliamentary Party, 11 Kandidaten für die Liberalen sowie 4 weitere Kandidaten für die Anhänger von Charles Parnell, die sich von der Irish Parliamentary Party abgespalten hatten. Von den 670 Sitzen waren daher nur 481 umkämpft.

## Ausgang der Wahl
Die Konservativen erhielten die absolute Mehrheit der Sitze und konnten mit Lord Salisbury den Premierminister stellen. Salisbury hatte das Amt zuvor bereits von 1885 bis Februar 1886 sowie von August 1886 bis 1892 bekleidet.

## Wahlergebnis

Ergebnisse in den Wahlkreisen. In den einzelnen Wahlkreisen konnten ein oder zwei Kandidaten gewählt werden. Die Farben zeigen die Parteizugehörigkeit des jeweiligen Wahlkreisgewinners. Schraffiert sind Wahlkreise mit Gewinnern aus verschiedenen Parteien.

Insgesamt waren 6.330.519 Personen wahlberechtigt, die Wahlbeteiligung betrug 78,4 %.
| Partei  | Partei                                     | Stimmen   | Stimmen | Stimmen | Sitze  | Sitze |
| Partei  | Partei                                     | Anzahl    | %       | +/−     | Anzahl | +/−   |
| ------- | ------------------------------------------ | --------- | ------- | ------- | ------ | ----- |
|         | Conservative Party und Liberale Unionisten | 1.759.484 | 49,2    | +2,2    | 411    | +98   |
|         | Liberal Party                              | 1.628.405 | 45,5    | +0,1    | 177    | −95   |
|         | Irish Parliamentary Party                  | 92.556    | 2,6     | −2,6    | 70     | −2    |
|         | Unabhängige Parnelliten                    | 47,698    | 1,3     | −0,3    | 12     | +3    |
|         | Independent Labour Party                   | 34.433    | 1,0     |         | 0      |       |
|         | Unabhängige Conservatives                  | 13.713    | 0,4     |         | 0      |       |
|         | Unabhängige Liberals                       | 3.733     | 0,1     | ±0      | 0      | −1    |
|         | Unabhängige Nationalists                   | 3.429     | 0,1     | +0,1    | 0      | ±0,0  |
|         | Social Democratic Federation               | 3.122     | 0,1     | +0,1    | 0      | ±0,0  |
|         | Unabhängige Lib-Lab                        | 2.348     | 0,1     | −0,4    | 0      | −3    |
|         | Unabhängige Labour                         | 608       | 0,0     | −0,1    | 0      | −1    |
|         | Unabhängige                                | 52        | 0,0     | ±0      | 0      | ±0    |
|         | Gesamt                                     | 3.575.868 | 100,0   |         | 670    |       |
| Quelle: |                                            |           |         |         |        |       |